# 清木場俊介 LIVE TOUR 2008 "Rock & Soul" 日本武道館
清木場俊介 LIVE TOUR 2008 "Rock & Soul" 日本武道館（きよきばしゅんすけ・ライブ・ツアー・ニセンハチ・ロック・アンド・ソウル・にっぽんぶどうかん）は、2008年8月27日に発売された日本の歌手清木場俊介の映像作品である。

## 概要
- 2枚組。1枚目には4月26日の武道館公演の模様を、2枚目にはツアー各地でのドキュメント映像を収録。
- 2009年に発売された企画アルバム『清木場俊介 SONGS 2005-2008』のDVDには、この作品から「今。」「SAKURA」「人間じゃろうが!」の3曲が収録された。

## 収録内容

### DISC1
1. 天は我をも裁けるものか!
2. キミの子宮の中で
3. 悲しきRock'n Roll
4. キャップアップ
5. believe
6. FREE
7. Baby
8. 愛してる
9. SAKURA
10. いつか…
11. 天国は待ってくれる
12. 唄い人
13. 人間じゃろうが!

### DISC2
[アンコール]
1. ありがとう
2. クサレ…俺
3. 今。
4. かっぱぎロックンロール

[ドキュメント]
- 八王子市民会館ゲネプロ
- 八王子市民会館初日
- 神戸国際会館
- グランキューブ大阪
- 福岡サンパレス
- リハーサルスタジオ
- 日本武道館